# Darren Aronofsky
Darren Aronofsky [ˈdæɹən ˈɛɹənˈɔfski], né le 12 février 1969 à Brooklyn (New York), est un réalisateur américain. Il travaille aussi en tant que scénariste et producteur. Ses films sont connus pour leurs éléments surréalistes, mélodramatiques et souvent dérangeants, souvent sous la forme de fiction psychologique. Il a remporté un Lion d'or et un Primetime Emmy, ainsi que des nominations aux Oscars, aux Golden Globes et aux BAFTA.
Aronofsky étudie le cinéma et l'anthropologie sociale à l'université Harvard avant d'étudier la réalisation au AFI Conservatory (en). Il remporte plusieurs prix de cinéma après avoir terminé son film de fin d'études, Supermarket Sweep, qui est finaliste au National Student Academy Award. En 1997, il fonde la société de production cinématographique et télévisuelle Protozoa Pictures (en). Son premier long métrage est Pi (1998), un thriller psychologique surréaliste, produit pour 60 000 $ et qui a rapporté plus de 3 millions $. Il remporte le prix de la réalisation au Festival du film de Sundance et l'Independent Spirit Award du meilleur premier scénario. Son film suivant, le drame psychologique Requiem for a Dream (2000), reçoit des critiques favorables et une nomination aux Oscars pour la prestation d'Ellen Burstyn.
Après avoir écrit le film d'horreur sur la Seconde Guerre mondiale Abîmes (2002), Aronofsky sort son troisième film, le drame romantique et fantastique de science-fiction The Fountain (2006). Il reçoit des critiques mitigées et a de mauvais résultats au box-office, mais a depuis acquis le statut de film culte. Son quatrième film, le drame sportif The Wrestler (2008), est acclamé par la critique. Aronofsky remporte le Lion d'or à la Mostra de Venise, et les acteurs principaux du film, Mickey Rourke et Marisa Tomei, sont nommés aux Oscars. Son film suivant, Black Swan (2010), reçoit de nouvelles critiques élogieuses et de nombreuses distinctions, avec cinq nominations aux Oscars, dont celui de meilleur film et de meilleur réalisateur, et Natalie Portman remporte celui de la meilleure actrice. Son sixième long métrage, l'épopée biblique Noé (2014), devient son premier film à se classer n°1 au box-office malgré un accueil mitigé de la part de la critique et du public. Ses septième et huitième films, Mother! (2017) et The Whale (2022), suscitent la controverse et reçoivent à la fois des éloges et des critiques mitigées. En 2023, il produit et réalise le court-métrage Postcard from Earth (en) (2023) pour l'attraction The Sphere de Las Vegas en résolution 16K.

## Biographie

### Jeunesse et débuts de réalisateur
Darren Aronofsky est né le 12 février 1969 dans le quartier de Brooklyn à New York au sein d'une famille juive conservatrice.
Il s'intéresse assez vite à l'art et entre à l'université Harvard pour étudier les techniques de réalisation et d'animation. Il participe au Camp Rising Sun (New York). Il y fait la rencontre de Sean Gullette avec qui il tourne son court métrage de fin d'études, Supermarket Sweep.
Le premier long métrage de Darren Aronofsky, Pi, est tourné en novembre 1997. Le film a été entièrement financé par des donations de 100 $, faites par ses amis et sa famille. En retour, il leur promet à chacun 150 $ si le film réussit à gagner de l'argent. Il produit finalement son film avec un budget total de 60 000 dollars, et le présente en avant-première au festival du film de Sundance, en 1998. Il remporte le prix du meilleur réalisateur. Juste après, Artisan Entertainment achète les droits de diffusion du film pour un million de dollars. Le film sort plus tard en salle la même année. Acclamé par la critique, il engendre un total de 3 221 152 dollars de recettes au box-office.

### Consécration (années 2000)
Il enchaîne ensuite avec Requiem for a Dream, sorti en 2000 :  un film choc sur l'addiction sous toutes ses formes, montrant la décadence infernale d'un quatuor noyant son quotidien dans des visions faussées du paradis et de la célébrité, avec Jared Leto, Jennifer Connelly, Ellen Burstyn et Marlon Wayans. Ce film est tiré du roman Retour à Brooklyn de Hubert Selby. Aronofsky a travaillé, à quelques différences près, avec la même équipe technique que pour Pi, et ce, pendant 3 ans. Il reçoit un budget de 3 500 000 dollars pour réaliser le film, qui sort en octobre 2000 et engendre 7 390 108 dollars de recettes dans le monde entier. Darren Aronofsky est acclamé par la critique pour son style de réalisation, et est nommé pour le prix du meilleur réalisateur pour les Indépendant Spirit Award. Le film lui-même est nommé pour cinq prix au total, il en gagne deux, celui de meilleure actrice pour Ellen Burstyn, et celui de la meilleure photographie pour Matthew Libatique. La bande-son marquante de Requiem for a Dream entraine la collaboration de Darren Aronofsky et de Clint Mansell pour tous les prochains films du réalisateur.
En avril 2001, Aronofsky entame des négociations avec Warner Bros et Village Roadshow pour réaliser un film de science-fiction, avec Brad Pitt dans le rôle principal. Le film est intitulé The Fountain il raconte l'histoire de Tommy, un scientifique fou amoureux de sa femme, Izzy qui est atteinte d'un cancer incurable. Tommy passe ses journées à essayer de trouver un moyen de guérir sa femme, négligeant l'attention qu'il est censé lui porter. Izzy, de son côté, commence l'écriture d'un livre sur la quête de l'immortalité. Brad Pitt quitte le projet sept semaines avant le premier jour de tournage, stoppant net la production. En février 2004, Warner Bros le relance avec un budget de 35 millions de dollars, et avec Hugh Jackman et Rachel Weisz. Le film sort le 22 novembre 2006, et divise le public et la critique.

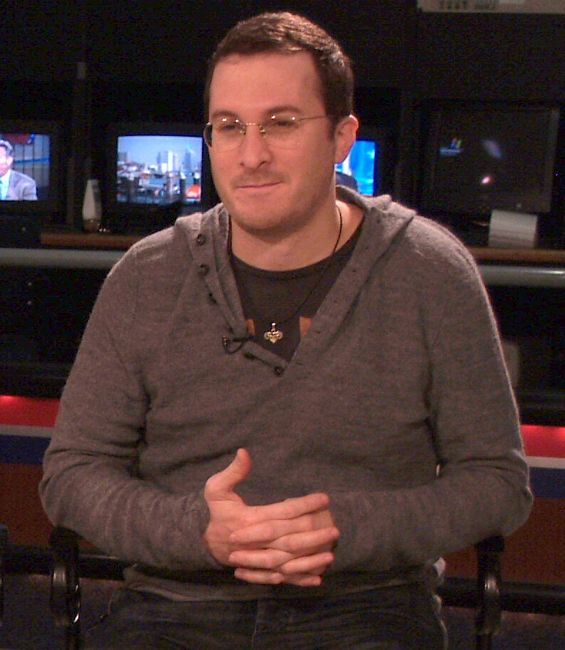
Le cinéaste en novembre 2008, pour la promotion de The Wrestler.

En janvier 2008, il commence le tournage de The Wrestler. Bien que Nicolas Cage ait un temps été envisagé pour le rôle principal, c'est finalement Mickey Rourke qui est choisi par Aronofsky. Ce film marque ainsi le retour de Mickey Rourke, après plusieurs années passées loin des écrans de cinéma. The Wrestler sort le 17 décembre 2008 aux États-Unis. Le film remporte plusieurs récompenses dont le Lion d'or à la Mostra de Venise.

### Passage aux blockbusters (années 2010)

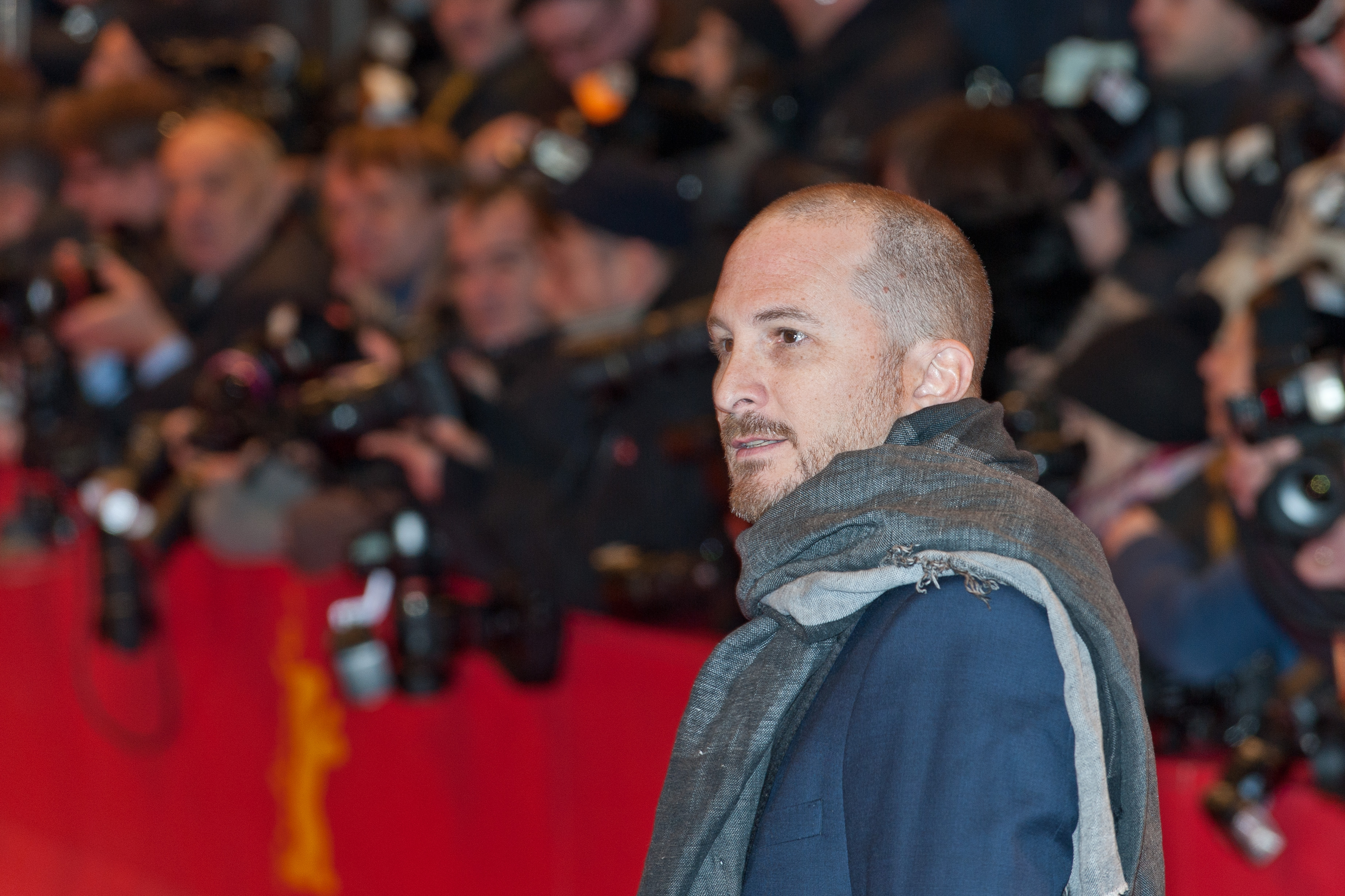
Et en février 2015, en tant que président du jury de la 65e Berlinale.

Darren Aronofsky est un temps pressenti pour réaliser RoboCop, le remake du film de Paul Verhoeven, mais à la suite de la grave crise financière du studio MGM, le projet est momentanément abandonné, le film sera finalement réalisé par José Padilha.
En 2010, il sort plutôt un film à moyen budget, Black Swan avec Natalie Portman, Vincent Cassel, Mila Kunis, Barbara Hershey et Winona Ryder, qui connaît un grand succès et gagne de nombreux prix, notamment l'Oscar 2011 de la meilleure actrice pour Natalie Portman et le Prix Marcello-Mastroianni à la Mostra de Venise pour Mila Kunis.
En 2014 (après avoir décliné la réalisation de Wolverine : Le Combat de l'immortel), il réalise la fresque biblique Noé avec Russell Crowe, Jennifer Connelly, Anthony Hopkins, Douglas Booth, Logan Lerman et Emma Watson.
Il préside le jury de la 68e édition de la Mostra de Venise du 31 août au 10 septembre 2011, mais aussi celui de la 65e Berlinale en février 2015.
En 2017, il réalise le thriller psychologique et horrifique Mother! avec sa compagne de l’époque Jennifer Lawrence et aussi Javier Bardem, Ed Harris et Michelle Pfeiffer. Le film est présenté en compétition à la Mostra de Venise 2017 où il reçoit un accueil très glacial de la part du public mais où la performance de Jennifer Lawrence est saluée.
En 2022, il réalise le drame intitulé The Whale, inspiré de la pièce de théâtre de Samuel D. Hunter, avec Brendan Fraser dans le rôle principal. Le film est présenté en compétition à la Mostra de Venise 2022. Si le film divise la presse, la performance de Brendan Fraser est saluée par de nombreuses critiques.
En 2025, il réalise un thriller policier intitulé Pris au piège - Caught Stealing avec Austin Butler dans le rôle principal. La même année, il est annoncé à la réalisation du thriller psychologique Breakthrough avec notamment Dwayne Johnson au casting et à la production.

### Vie privée
Durant l'été 2001, Darren Aronofsky devient le compagnon de l'actrice et productrice américano-britannique, Rachel Weisz. Ils se fiancent en 2005 puis, le 31 mai 2006, ils deviennent parents d'un garçon, prénommé Henry Chance Aronofsky. En novembre 2010, ils annoncent leur séparation d'un commun accord, et affirment être restés de bons amis.
De 2012 à 2015, il a fréquenté la productrice canadienne, Brandon Milbradt,. Il a également été en couple avec l'actrice américaine, Jennifer Lawrence - de 21 ans sa cadette, d'octobre 2016 à novembre 2017,.
En 2024, lui et sa sœur Patti sont devenus citoyens polonais. Son avocat polonais a expliqué qu'Aronofsky a demandé la citoyenneté polonaise pour réaliser le souhait de ses parents.

## Filmographie

### Réalisateur

#### Courts métrages
- 1991 : Supermarket Sweep
- 1991 : Fortune Cookie
- 1993 : Protozoa
- 1994 : No Time

#### Publicité
- 2008 : Yves Saint Laurent : La Nuit de l'Homme, avec Vincent Cassel[15].

#### Longs métrages
- 1998 : Pi
- 2000 : Requiem for a Dream
- 2006 : The Fountain
- 2008 : The Wrestler
- 2010 : Black Swan
- 2014 : Noé
- 2017 : Mother!
- 2023 : The Whale
- 2025 : Pris au piège - Caught Stealing (Caught Stealing)

Prochainement
- 2026 : Breakthrough

### Scénariste
Darren Aronofsky est scénariste de la plupart de ses réalisations (sauf The Wrestler, The Whale et Pris au piège - Caught Stealing). Il a également écrit le scénario du film Abîmes (Below), réalisé par David Twohy.
En octobre 2011 sort en France un album, Noé, paru aux éditions Le Lombard, coscénarisé par Darren Aronofsky.

### Producteur
- 2002 : Abîmes (Below) de David Twohy
- 2008 : The Wrestler de lui-même
- 2016 : Jackie de Pablo Larraín
- 2017 : Aftermath d'Elliott Lester
- 2018 : Undercover : Une histoire vraie (White Boy Rick) de Yann Demange
- 2022 : Meurtres sans ordonnance (The Good Nurse) de Tobias Lindholm

## Ludographie

### Jeux FMV
| Année | Titre             | Notes     |
| ----- | ----------------- | --------- |
| 1997  | Soldier Boyz (en) | Directeur |

## Accueil

### Accueil critique
Les critiques françaises sont extraites du site Allociné.
Les critiques américaines sont issues du site Rotten Tomatoes.
| Film                | Année   | France | États-Unis |
| ------------------- | ------- | ------ | ---------- |
| Pi                  | 1998    | 3,6    | 86 %       |
| Requiem for a Dream | 2000    | 4,0    | 78 %       |
| The Fountain        | 2006    | 2,6    | 51 %       |
| The Wrestler        | 2008    | 4,4    | 98 %       |
| Black Swan          | 2010    | 4,1    | 88 %       |
| Noé                 | 2014    | 3,0    | 77 %       |
| Mother!             | 2017    | 2,8    | 69 %       |
| The Whale           | 2023    | 3,2    | 65 %       |
| Moyenne             | Moyenne | 3,46   | 76,5 %     |

## Distinctions

### Récompenses
- Gotham Awards 1998 : Lauréat du Prix Open Palm (en) pour Pi (1998).
- 1999 : Film Independent's Spirit Awards du meilleur premier scénario pour Pi (1998).
- 1999 : Florida Film Critics Circle Awards de la meilleure révélation de l'année pour Pi (1998).
- 2000 : Awards Circuit Community Awards du meilleur réalisateur pour Requiem for a Dream (2000).
- American Film Institute 2001 : Lauréat du Prix Franklin J. Schaffner.
- Festival international du film de Chicago 2006 : Lauréat du Prix Emerging Visionary.
- Festival international du film des Hamptons 2006 : Lauréat du Prix du meilleur film en science et technologie pour The Fountain (2006).
- Mostra de Venise 2008 : Lauréat du Prix Lion d'or pour The Wrestler (2008).
- 2009 : Film Independent's Spirit Awards du meilleur film pour The Wrestler (2008) partagé avec Scott Franklin (en).
- 6e cérémonie des Austin Film Critics Association Awards 2010 : Meilleur réalisateur pour Black Swan (2011).
- Camerimage 2010 : Lauréat du Prix du meilleur réalisateur - directeur de la photographie partagé avec Matthew Libatique.
- Gotham Awards 2010 : Lauréat du Prix Tribute.
- 2011 : Academy of Motion Picture Arts and Sciences of Argentina (en) du meilleur film étranger pour Black Swan (2011).
- 2011 : Blue Ribbon Awards du meilleur film étranger pour Black Swan (2011).
- 26e cérémonie des Independent Spirit Awards 2011 : Meilleur réalisateur pour Black Swan (2011).
- CinEuphoria Awards (es) 2012 : Lauréat du Prix du Public dans la catégorie Top Ten of the Year pour Black Swan (2011).

### Récompenses honorifiques
- 2015 : Duc d'or (uk) pour l'ensemble de sa carrière au 6e Festival international du film d'Odessa.
- 2017 : hommage pour l'ensemble de sa carrière au 43e Festival du cinéma américain de Deauville.